# Speedway (album)
 For alternative betydninger, se Speedway (flertydig). (Se også artikler, som begynder med Speedway)
Speedway er en LP-plade med Elvis Presley, udsendt på RCA med nummeret RCA LSP-3989.
Albummet rummer soundtracket fra Presley-filmen Speedway, som han indspillede med Nancy Sinatra i en stor birolle. Der var indlagt i alt syv sange med Elvis Presley i filmen samt en enkelt med Nancy Sinatra foruden en duet med de to solister. De ni sange blev udsendt i juni 1968, samtidig med filmens premiere. LP'en indeholdt tillige tre bonussange, som ikke havde tilknytning til filmen.
Sinatras tilstedeværelse på en af Presleys plader er i øvrigt enestående og er den eneste gang en anden solist har fået et nummer med på en af Presleys plader, uden at Elvis selv bidrog til nummeret.
LP'en med filmens soundtrack blev udsendt – ligesom samtlige Elvis' soundtracks indtil da – som både mono- og stereoindspilning. Dette blev den sidste af Elvis Presleys plader, der produceredes i en mono-version, idet der herefter udelukkende blev produceret stereo-plader.

## Personerne bag albummet
Folkene bag LP'en er:
- Jeff Alexander, producer
- Felton Jarvis, producer
- Steve Sholes, producer
- Elvis Presley, sang
- Nancy Sinatra, sang
- Scotty Moore, guitar
- Grady Martin, guitar
- Jerry Kennedy, guitar
- Harold Bradley, guitar
- Chip Young, guitar
- Pete Drake, steel guitar
- Floyd Cramer, klaver
- Bob Moore, bas
- D.J. Fontana, trommer
- Murrey "Buddy" Harman, trommer
- Charlie McCoy, mundharpe
- Homer "Boots" Randolph, saxofon
- The Jordanaires, kor
- Millie Kirkham, kor
- Joe Babcock, kor

## Sangene
Alle sangene blev indspillet i RCA Studio B i Nashville og MGM Studios i Culver City i perioden 19. juni 1967 til 15. januar 1968, dog undtaget "Western Union", som er indspillet hos RCA den 27. maj 1963.
LP'en indeholdt følgende 12 sange:

### Side 1
- "Speedway" (Mel Glazer, Stephen Schlaks) – 20. juni 1967
- "There Ain't Nothing Like A Song" (Joy Byers, William Johnston) – 20. juni 1967 – duet med Nancy Sinatra
- "Your Time Hasn't Come Yet Baby" (Bobby Hirschorn, Tom Kasha) – 20. juni 1967
- "Who Are You (Who Am I)" (Ben Weisman, Sid Wayne) – 20. juni 1967
- "He's Your Uncle Not Your Dad" (Ben Weisman, Sid Wayne) – 21. juni 1967
- "Let Yourself Go" (Joy Byers) – 21. juni 1967

### Side 2
- "Your Groovy Self" (Lee Hazlewood) – 19. juni 1967 – sunget af Nancy Sinatra
- "Five Sleepy Heads" (Roy C. Bennett, Sid Tepper) – 20. juni 1967
- "Western Union" (Roy C. Bennett, Sid Tepper) – 27. maj 1963 – "bonussang", senere udgivet på The Lost Album fra 1990
- "Mine" (Roy C. Bennett, Sid Tepper) – 10. september 1967 – "bonussang"
- "Goin' Home" (Joy Byers) – 15. januar 1968 – "bonussang"
- "Suppose" (George Goehring, Sylvia Dee) – 20. juni 1967

"Five Sleepy Heads" baserer sig på "Lullaby", en vuggesang skrevet af Johannes Brahms.